# Peniagone
Peniagone és un gènere de cogombres de mar del mar profund de la família Elpidiidae. Peniagone wyvillii n'és l'espècie tipus.

## Espècies
Es reconeixen les següents espècies dins del gènere Peniagone:
- Peniagone affinis Théel, 1882
- Peniagone anamesa (Clark, 1920)
- Peniagone azorica Marenzeller von, 1892
- Peniagone challengeri Théel, 1882
- Peniagone coccinea Rogacheva & Gebruk en Rogacheva et al., 2013
- Peniagone crozeti Cross & Gebruk in Cross et al., 2009
- Peniagone diaphana (Théel, 1882)
- Peniagone dubia (D'yakonov & Savel'eva en D'yakonov et al., 1958)
- Peniagone elongata (Théel, 1879)
- Peniagone ferruginea Grieg, 1921
- Peniagone gracilis (Ludwig, 1894)
- Peniagone herouardi Gebruk, 1988
- Peniagone horrifer Théel, 1882
- Peniagone incerta (Théel, 1882)
- Peniagone intermedia Ludwig, 1893
- Peniagone islandica Deichmann, 1930
- Peniagone japonica Ohshima, 1915
- Peniagone leander Pawson & Foell, 1986
- Peniagone longipapillata Gebruk, 2008
- Peniagone lugubris Théel, 1882
- Peniagone marecoi Gebruk, 2008
- Peniagone mossmani Vaney, 1908
- Peniagone papillata Hansen, 1975
- Peniagone porcella R. Perrier, 1896
- Peniagone purpurea (Théel, 1882)
- Peniagone thieli Gebruk, 1997
- Peniagone vedeli Hansen, 1956
- Peniagone vignoni Hérouard, 1901
- Peniagone vitrea Théel, 1882
- Peniagone willemoesi (Théel, 1882)
- Peniagone wiltoni Vaney, 1908
- Peniagone wyvillii Théel, 1882